# Gonzalo Gallo
Gonzalo Gallo González (Medellín, 11 de julio de 1948) es un escritor colombiano, conocido por su trabajo en temas de espiritualidad, desarrollo personal y autoayuda. Fue sacerdote católico durante varias décadas y, tras dejar el ministerio, se ha dedicado a la escritura y a ofrecer conferencias centradas en el crecimiento interior y la reflexión.

## Biografía
Nació el 11 de julio de 1948 en Medellín, Antioquia, hijo de Gabriel Gallo y Ana González. Perteneció a la comunidad de los Carmelitas Descalzos y pasó 22 de sus 24 años de sacerdocio en la ciudad de Cali, donde se hizo popular por sus misas dominicales, su estilo cercano, sentido del humor y participación en obras sociales.
Esa notoriedad lo llevó a escribir columnas en medios locales, participar en programas de radio y, más adelante, a integrar la sección espiritual del programa Muy buenos días del canal RCN Televisión, lo que impulsó su reconocimiento a nivel nacional.
En diciembre de 2000 anunció su decisión de abandonar el sacerdocio, debido a discrepancias con ciertas normas y doctrinas de la Iglesia católica. Desde entonces se ha dedicado principalmente a ofrecer conferencias sobre crecimiento personal y desarrollo humano. 
Gallo estudió Filosofía y letras en Bogotá y amplió su formación en Israel y en Roma, Italia, en temas relacionados con espiritualidad y liderazgo personal.

## Obras sociales
Durante su ministerio como sacerdote en Cali, Gonzalo Gallo se vinculó a iniciativas de acompañamiento a adolescentes en situación de riesgo, especialmente en programas de orientación y recuperación personal.
Después de su retiro del sacerdocio, ha participado como conferencista en eventos organizados por fundaciones sin ánimo de lucro, como la Fundación Ángeles Custodios en Bucaramanga, con quienes colaboró durante la pandemia de COVID‑19 en actividades de apoyo a comunidades vulnerables.
También se ha desempeñado como comunicador en radio y televisión, y ha sido columnista en diversos medios de circulación regional y nacional, entre ellos:
- *El País* (Cali)
- *El Colombiano* (Medellín)
- *El Heraldo* (Barranquilla)
- *La Patria* (Manizales)
- *El Diario del Otún* (Pereira)
- *Portafolio*, diario económico nacional[8][9]

## Mensaje
Estos son algunos de sus mensajes:

“Si te miras en el espejo del alma ves que peleas con otros o los rechazas porque estás en pelea contigo mismo. Toma conciencia de que sólo puedes amar a los demás si te aceptas, te valoras y te amas. 

La luz brilla si amas tu alma, tu cuerpo y todo tu ser, aprecias tu dignidad y dejas de culparte y maltratarte. Sólo así el amor emana de ti, te envuelve con su magia y se irradia a los otros y al universo. 
Con la poderosa medicina del amor puedes curar viejas heridas, estar en paz, ser feliz y dar felicidad. Ánimo, elige trabajar en ti mismo en cuatro espacios: el amor, la aceptación, el perdón y el desapego. 
Hazlo en sintonía con Dios, lejos de cualquier autoengaño, y viéndote como realmente eres. Tienes derecho a ser feliz, eres muy valioso en el planeta y con amor real tu vida no es un limbo, es un edén. 
Las emociones negativas pueden permanecer en tu interior como parásitos que te roban la paz y la felicidad. Reconócelas, acéptalas y sacarlas con amor; no pelees con ellas, pero tampoco dejes que se aferren. Una emoción depende de cómo ves la realidad, no de los hechos o es la mente la que sufre por no aceptar la realidad y resistirse, cuando el secreto está en amar y fluir. Si lo piensas bien todo el dolor nace de estar en el ayer, en el futuro y en lo irreal, no en el aquí y el ahora. 
La emoción nace en la mente, se refleja en el cuerpo y eso permite identificarla y manejarla. Siente su campo de energía interna y pregúntate con frecuencia: ¿Que pasa dentro de mí en este momento? 
Siendo un buen observador de tus emociones podrás controlar tu mente, pacificarte y dejar de sufrir.” - OASIS de Gonzalo Gallo González.[cita requerida]

## Libros
Ha escrito trece libros que Se distribuyen en Estados Unidos y América Latina:[cita requerida]
- Oasis 17 ediciones
- Cuatro Amores 12 ediciones
- Aeróbicos Espirituales 13 ediciones
- El Arte de Fracasar 14 ediciones
- Tu Espíritu en frecuencia modulada 10 ediciones
- El Milagro está en nuestras manos 8 ediciones
- Amor sin límites 12 ediciones
- La Magia del Perdón 5 ediciones
- El sentido de la vida 3 ediciones
- Liderazgo en acción
- Muy buenos días
- Oraciones Poderosas y páginas selectas de la Biblia - 2008
- Crecer en crisis
- Muerte un paso a la vida
- El sendero del espíritu Ultimo libro
- Las 7 claves para vivir bien y morir bien